# Ephyrodes scitilinea
Ephyrodes scitilinea är en fjärilsart som beskrevs av Walker 1858. Ephyrodes scitilinea ingår i släktet Ephyrodes och familjen nattflyn. Inga underarter finns listade i Catalogue of Life.